# Condylostylus pennatus
Condylostylus pennatus är en tvåvingeart som beskrevs av Octave Parent 1929. Condylostylus pennatus ingår i släktet Condylostylus och familjen styltflugor. Inga underarter finns listade i Catalogue of Life.